# مؤسسة البرمجيات الحرة في أوروبا
مؤسسة البرمجيات الحرة في أوروبا (بالإنجليزية: Free Software Foundation Europe)‏ تأسست المؤسسة في عام 2001 بهدف دعم جميع جوانب حركة البرمجيات الحرة في أوروبا.

## الأهداف
يتمحور عمل المؤسسة على الجانب السياسي والقانوني والاجتماعي وتهدف إلى تعزيز حركة البرمجيات الحرة والقيم الأخلاقية والفلسفية والسياسية والتجارية التي تحققها. وتقوم المؤسسة أيضا بما يلي:
- تعمل بنشاط على تعزيز حركة البرمجيات الحرة سياسيا من خلال إجراء المقابلات مع السياسيين والصحافة.
- تسعى للتأثير على الأنشطة القانونية والسياسية التي تتعارض مع أهداف وقيم البرمجيات الحرة.
- توفر نقطة إتصال ومساعدة توجيهية حول كل القضايا التي تتعلق بالبرمجيات الحرة.
- تعمل بشكل وثيق مع المحامين النشطين في مجال البرمجيات الحرة كما تتعاون مع المحامين في جميع أنحاء أوروبا لتحقيق أقصى قدر من الأمن القانوني للبرمجيات الحرة.
- تدعم وتنسق وتطور مشاريع حرة وعلى وجه الخصوص مشروع جنو. كما توفر الموارد الحاسوبية لمطوري البرمجيات الحرة لتمكنهم من مواصلة عملهم.
- تساعد وتنسق مع الآخرين في مجال البرمجيات الحرة.